# Casa Sannitica

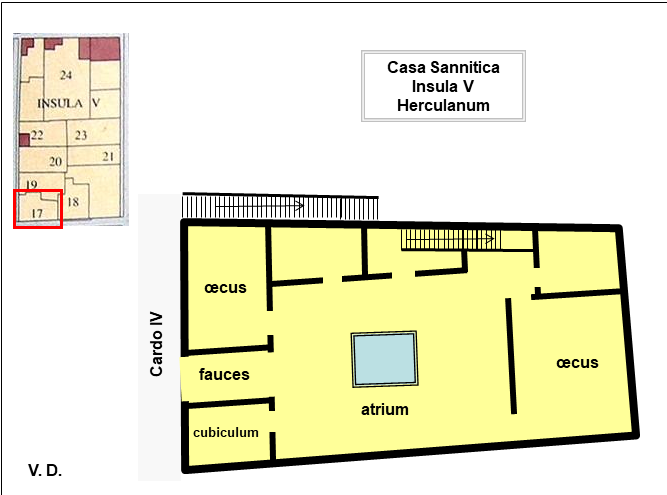
Plan

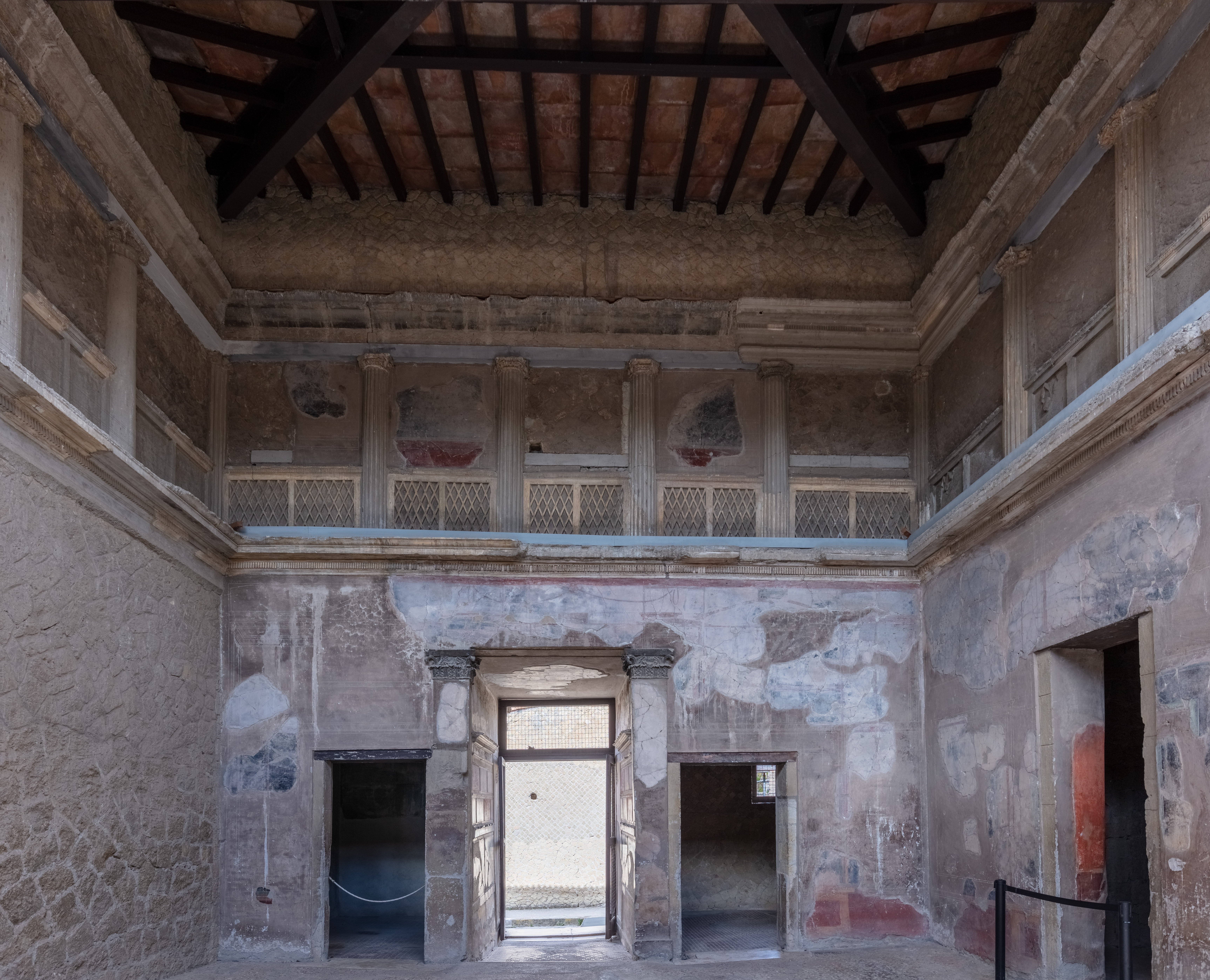
Atrium

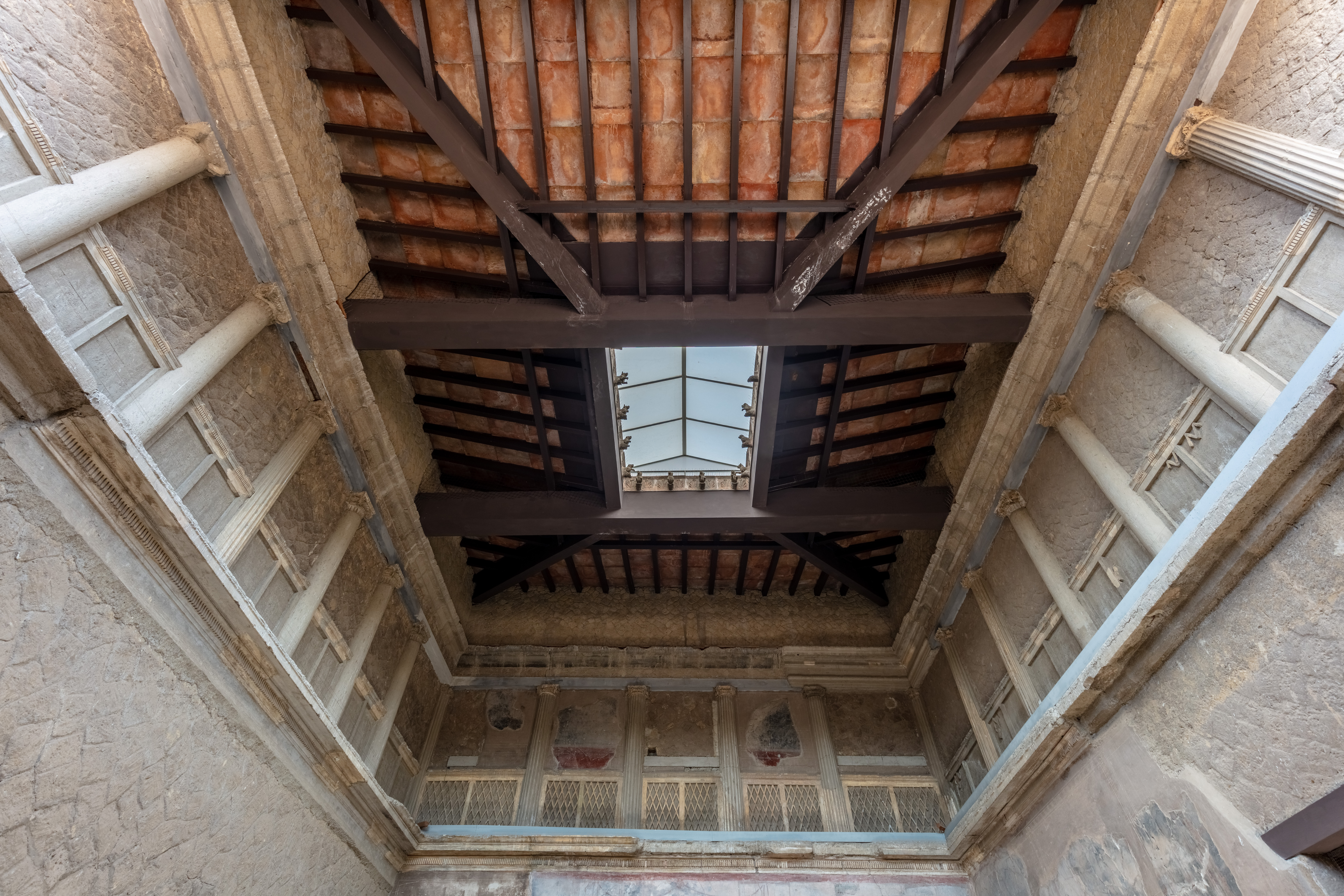
Decke

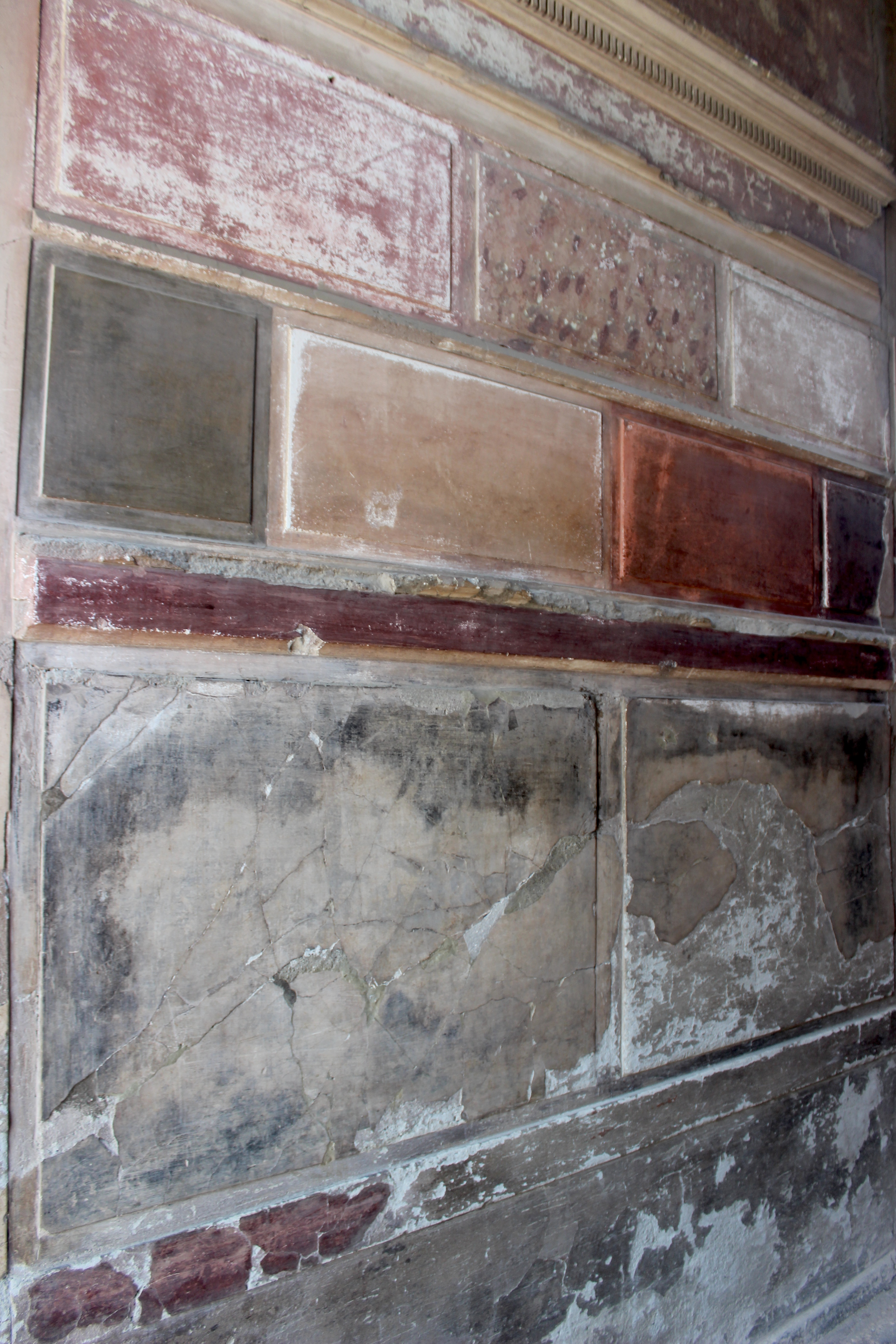
Wanddekoration in den Fauces

Die Casa Sannitica (Samnitisches Haus) ist ein Wohnhaus in Herculaneum (V.1). Es ist vor allem bemerkenswert, da es als eines der ältesten Häuser in Herculaneum noch aus der Zeit der Samniten stammt, die die Stadt seit dem 4. Jahrhundert beherrschten, bevor die Römer 89 v. Chr. die Herrschaft in dieser Region übernahmen. Die Dekoration des Hauses stammt noch zum Teil aus samnitischer Zeit.
Das Haus wurde wahrscheinlich im 2. Jahrhundert errichtet. An der Wand in Raum 2 (der Raum links vom Eingang) fand sich eine kurze oskische (die Sprache der Samniten) Inschrift Spunes Lopi, die dem Haus seinen modernen Namen gab. Das Haus hatte einst einen Garten, der aber an der Wende vom 2. zum 1. Jahrhundert v. Chr. an das Nachbarhaus, der Casa del Gran Portale, verkauft wurde.
Das zweistöckige Haus wurde 1931 unter der Leitung von Amedeo Maiuri ausgegraben. Es ist heute wieder überdacht. Im Zentrum des Hauses befindet sich das Atrium. Der Eingang mit den Fauces befindet sich im Westen: Der kleine Raum ist mit gut erhaltenen Stuckaturen im 1. Stil ausgestattet. Um das Atrium sind weitere Räume angeordnet. Bei einem von ihnen handelt es sich wohl um einen Laden, der sich zur Straße hin öffnet. Die meisten Räume sind reich ausgemalt, doch sind die Malereien oftmals stark verblasst. Im hinteren Teil des Hauses gibt es auch einen Raum mit Treppe zum oberen Geschoss. Auf die Treppe folgen zwei weitere Räume. Eine weitere Treppe befindet sich außerhalb des Hauses; sie führt ebenso zu den oberen Räumen des Hauses, wo sich offensichtlich eine eigene Wohnung befand.
Im hinteren Teil des Hauses befindet sich auch ein Tablinum, dessen Fußboden mit einem geometrischen Mosaik mit einer Rosette im Zentrum in Opus signinum dekoriert ist. Die Wände zeigen Reste aufwendiger Malereien im 4. Stil. Diese sind jedoch nicht gut erhalten. Im benachbarten Raum sind die Malereien, auch im 4. Stil, besser erhalten und zeigen fantastische Architekturen auf blauem Grund. Bemerkenswert ist aber vor allem das Atrium: Es zeigt im unteren Teil Malereien im 4. Stil. Im oberen Teil, im zweiten Stock, zeigen die Wände Reihen von Pilastern ionischer Ordnung mit dazwischen stehenden Rautenbrüstungen. Die Felder darüber waren ausgemalt. Die Rückseite der Pilasterwand öffnet sich nach außen, womit das Atrium gut beleuchtet ist und sich damit von vielen anderen Atrien unterscheidet, die keine gute Lichtquellen haben.